# 亨利·D·吉尔平
亨利·迪尔沃思·吉尔平（Henry Dilworth Gilpin，1801年4月14日—1860年1月29日），美国政治家，曾任美国司法部长（1840年－1841年）。
| 前任： 费利克斯·格伦迪 | 美国司法部长 1840年－1841年 | 繼任： 约翰·J·克里滕登 |